# Síndrome de Müller-Weiss
La síndrome de Müller-Weiss és un trastorn espontani bilateral poc freqüent de l'osteocondrosi navicular en adults. Afecta predominantment a dones d'entre 40 i 60 anys.
Els sinònims són: osteocondrosi asèptica o necrosi avascular òssia, tipus Müller-Weiss.
El nom fa referència als autors de les primeres descripcions de 1927 de l'ortopedista alemany Walther Müller (1888-1949) i del radiòleg vienès Konrad Weiss (1891-1976).

## Causes
L'etiologia és desconeguda, però els traumatismes repetits i determinades condicions autoimmunitàries poden ser factors desencadenants.

## Manifestacions clíniques
Els criteris clínics són: 
- Dolor punxant a banda i banda de la part mitja del peu en caminar.[9]
- Fragmentació progresiva de l'os navicular en porcions òssies extruïdes medials, laterals o dorsolaterals.[10]
- Distribució anòmala de la pressió plantar.[11] Peu pla[12] i, alguna vegada, formació secundària de dits en martell.[13]
- Inici de la malaltia en l'edat adulta amb una incidència màxima entre els 40 i els 60 anys, sobretot en dones.[14]

## Diagnòstic
Els raigs X mostren un aplanament pronunciat de l'os navicular amb un notori desplaçament medial i posterior. L'avaluació en la radiografia lateral del peu de l'angle de Meary entre l'astràgal i el primer metatarsià permet establir la gravetat de la lesió. Un diagnòstic precoç és possible mitjançant la ressonància magnètica. La seva diagnosi diferencial inclou la síndrome de dolor regional complex, l'artritis sèptica, l'artropatia de Charcot i, en nens i adolescents, la malaltia de Kohler.

## Patologia
Un trastorn circulatori focal idiopàtic condueix a la necrosi de la porció òssia irrigada insuficientment, la qual genera forces de compressió anòmales que causen dolor crònic al peu i canvis displàstics en la zona lateral del navicular. Després del procés de remodelació òssia, sol haver-hi una cicatrització defectuosa amb deformitat de l'os.

## Tractament
No hi ha un tractament estàndard per aquesta síndrome. Generalment, en les fases inicials de la malaltia el tractament conservador és l'opció terapèutica més adient. De vegades, l'ús de plantilles de suport ortopèdiques alleuja el dolor, millora la dinàmica de la marxa i limita la progressió de la malaltia a curt termini. En els casos greus és recomanable la pràctica d'una intervenció quirúrgica, la qual pot comportar algun tipus d'artròdesi o d'autoempelt ossi. Les artròdesis amb al·lotrasplantament d'os estan indicades quan cal reconstruir l'arc plantar de pacients que presenten un estadi de la malaltia molt avançat.